# Antonina Łazariewa
Antonina Nikołajewna Łazariewa (ros. Антонина Николаевна Лазарева, z domu Okorokowa [Окорокова]; ur. 27 marca 1941 w Sierpuchowie) – radziecka lekkoatletka specjalizująca się w skoku wzwyż, dwukrotna uczestniczka letnich igrzysk olimpijskich (Meksyk 1968, Monachium 1972), srebrna medalistka olimpijska z Meksyku w skoku wzwyż.

## Sukcesy sportowe
- pięciokrotna mistrzyni Związku Radzieckiego w skoku wzwyż – 1967, 1968, 1970, 1972, 1973[1]
- halowa mistrzyni Związku Radzieckiego w skoku wzwyż – 1971[2]

| Rok  | Miasto  | Zawody                      | Konkurencja | Wynik         |
| ---- | ------- | --------------------------- | ----------- | ------------- |
| 1968 | Madryt  | Europejskie igrzyska halowe | skok wzwyż  | brązowy medal |
| 1968 | Meksyk  | Igrzyska olimpijskie        | skok wzwyż  | srebrny medal |
| 1969 | Belgrad | Europejskie igrzyska halowe | skok wzwyż  | brązowy medal |
| 1969 | Ateny   | Mistrzostwa Europy          | skok wzwyż  | srebrny medal |

## Rekordy życiowe
- skok wzwyż – 1,88 (1971)